# 王东林
王东林（1954年—），汉族，中华人民共和国政治人物、第十一届全国政协委员。
加入中国民主同盟，担任民盟中央委员、江西师范大学文化研究所所长、商学院副院长。2008年，当选第十一届全国政协委员，代表教育界，分入第四十组。